# Marie-Sophie de Neubourg
Marie-Sophie de Neubourg, est née le 6 août 1666 à Düsseldorf et morte le 4 août 1699 à Lisbonne, fille de Philippe-Guillaume de Neubourg (1616-1690) et d'Élisabeth-Amélie de Hesse-Darmstadt (1635-1709).

## Biographie
Belle-sœur de l'empereur Léopold Ier, elle est donnée en mariage en 1687 au roi Pierre II qui, n'ayant pas de postérité masculine de son premier mariage avec Marie-Françoise de Nemours et prévoyant les problèmes qu'allaient poser la succession espagnole, voulait se rapprocher de l'empereur. Le couple a huit enfants :
- Jean (1688-1688)
- Jean V, roi de Portugal (1689-1750) qui épouse en 1708 Marie-Anne d'Autriche
- François de Portugal, duc de Beja (1691-1742)
- Françoise (1694-1694)
- Antoine-François de Portugal (1695-1757)
- Thérèse (1696-1704)
- Manuel-François de Portugal, comte d'Ourem (1697-1766)
- Françoise-Josèphe de Portugal (1699-1736)

En 1690, sa sœur cadette Marie-Anne de Neubourg épouse le roi Charles II d'Espagne mais le couple n'a pas de descendance. La même année, une autre de ses sœurs, Dorothée Sophie de Neubourg, épouse l'héritier du duché de Parme. Elle est la mère de la fameuse Élisabeth Farnèse, qui épouse en 1714 le premier roi espagnol de la maison de Bourbon Philippe V d'Espagne.
La reine Marie-Sophie meurt quelques mois après son dernier accouchement peu avant son trente-troisième anniversaire. Sa dépouille est déposée dans le Panthéon royal des Bragance.